# Omicidio di Antonella Di Veroli
L'omicidio di Antonella Di Veroli venne commesso a Roma il 10 aprile 1994; non vennero mai scoperti i responsabili.

## Storia
Antonella Di Veroli, 47 anni, venne uccisa in casa sua per asfissia il 10 aprile 1994; venne impiegato un sacchetto di plastica dopo che l'assassino, con una pistola di piccolo calibro, le aveva sparato alla testa, mentre era ancora stesa sul letto, due colpi che la ferirono senza ucciderla; prima aveva assunto un farmaco che l'aveva fatta addormentare. Il cadavere venne poi nascosto nell'armadio della camera da letto e l'anta venne sigillata con del mastice.
Il corpo verrà trovato il 12 aprile quando, dato che non rispondeva al telefono, la sorella va a cercarla a casa ma non trovandola se ne va; poco dopo arrivano a casa sua l'ex compagno e socio in affari Umberto Nardinocchi assieme al figlio e a un amico, ispettore di polizia che entrano nell'appartamento notando molto disordine rispetto al solito ordine che fa intuire che sia successo qualcosa; Nardinocchi ritorna verso mezzanotte, sperando di trovarla ma inutilmente; la mattina dopo, la sorella col marito si mettono i guanti di gomma per non contaminare la scena e decidono di rovistare l'appartamento e, dopo aver guardato in tutte le stanze, guardano nell'armadio della camera da letto notando che una delle ante è stata chiusa con del mastice; quando riescono ad aprirla scoprono il cadavere della donna.

## Indagini
Le indagini all'epoca si concentrarono su due uomini che avevano avuto una relazione con la vittima: il primo sospettato fu Nardinocchi, un collega più anziano della vittima (prosciolto al termine dell'istruttoria), il secondo fu Vittorio Biffani (1942-2003), un fotografo con il quale la donna aveva avuto poco prima una relazione interrotta bruscamente e al quale aveva prestato 42 milioni di lire, che non erano mai stati restituiti.
Resta in piedi la pista di un terzo uomo, resa concreta dai numerosi indizi sottovalutati nella prima fase delle indagini e venuti alla luce durante il processo in corte d'assise. Con le nuove tecniche su DNA e impronte il caso potrebbe essere risolvibile.

## Processo
Biffani venne rinviato a giudizio e processato assieme alla moglie, accusata quest'ultima di aver minacciato e tentato di estorcere denaro all'ex amante del marito con una serie di telefonate falsificate e registrate da usare come arma di ricatto. Il processo iniziò nel 1995 e nel 1997 arrivò la sentenza di assoluzione piena per la coppia, confermata in appello e dalla Cassazione nel 2003. A scagionare l'uomo dall'accusa anche una impronta trovata sull'armadio appartenente a una terza persona mai identificata e le prove del guanto di paraffina che, inizialmente positive, si erano rivelate poi non attendibili. Nonostante un tentativo di riaprire il caso nel 2011, non si ebbero mai ulteriori sviluppi e il caso rimase irrisolto.

## Nei media
Sulla ricostruzione degli avvenimenti è incentrata la puntata Il mistero della stanza chiusa della serie documentaristica Blu notte - Misteri italiani, trasmessa nel 2000. Anche il giornalista Mauro Valentini è autore di un libro inchiesta sul caso, 40 passi: l'omicidio di Antonella Di Veroli, pubblicato nel 2014.